# Cừu Gyimesi Racka

Cừu Gyimesi racka

Cừu Gyimesi Racka (Danh pháp khoa học: Ovis aries strepsiceros transsylvaniensis), là một phân loài của loài cừu nhà Ovis aries và cũng là đại diện tiêu biểu nhất của dòng cừu Racka miền núi. Đây cũng là một giống cừu nhà được chăn nuôi khá phổ biến ở vùng Transylvania trong lịch sử, mà ngày nay chúng được chăn nuôi tại Romani. Vùng Transylvania nổi lên trong thời Trung cổ, ở cuối, đặc biệt là ở Szekely và Csango trong việc chăn nuôi. Những giống cừu thuần chủng bây giờ chỉ được tìm thấy trong những đồng cỏ trên núi cao, sau đó đi đến đất nước trong hai mươi năm qua, dân số chúng hiện nay là khoảng 2.000 đầu cá thể.

## Tên gọi
Các tên gọi từ vùng đồng bằng cừu Gyimes Racka gọi là "Purzsa" mà có lẽ xuất phát từ thuật ngữ: elferdítéséből có nghĩa là thắng được nó. Những tư liệu được lưu giữ cho đến ngày nay "purzsás Vlachs" đó là Hiệp ước Hòa bình Trianon đã có nó. Nhiều người trong số chúng vẫn còn ở đông purzsások, vì vậy những người Romani ở vùng Transylvania thực hành chăn nuôi và cách gọi cũng có thể ảnh hưởng đến những hộ nuôi cừu ở các vùng đất thấp. Từ một cái tên khác có thể đến từ Rack Gyimes, các "Vlach Racka". Trong vùng Transylvania thế kỷ 18 gọi là Nyírség và các mục đồng chăn chiên purzsásoknak. 

## Đặc điểm
Sự khác nhau đáng kể của giống cừu này từ cừu Hungary Racka, chúng thích nghi tốt hơn với điều kiện thời tiết khắc nghiệt. Tầm vóc giống cừu gồm cả lông là lớn nhất trong nhóm. Len không phải là thô như các giống cừu rackáé Hungary mà chúng là mịn với màu sắc hỗn hợp là gần như hoàn toàn màu trắng, ngoại trừ xung quanh mắt, và cuối của các đốm nâu đen chân. Các bản vá lỗi và có màu đen bao phủ các bộ phận của các sắc tố màu trắng bao phủ bởi lông. Các con cừu cái Gyimes Racka đeo sừng hình lưỡi liềm, nhưng nó là khá ngắn, nhiều sự độc đáo và có thể khuyết sừng. Các đực sừng ốc giống. Trọng lượng của con cái là 45–65 kg, và từ 62–86 kg cừu đực.
Nó là loại rất khiêm tốn trong việc lấy thịt và các sản phẩm từ cừu. Trong chăn thả gia súc vào mùa đông-các con cừu rackáéhoz Hungary như thế làm hai giai đoạn. Một trong đông chăn thả, mà thường là vào cuối tháng Chín ngày St.George, mà thường bắt đầu vào đầu tháng Ba và cũng ngày qua St George. Cừu cái thường xuyên vắt sữa, sản lượng sữa là tốt, vượt quá 65 lít. Ở vùng Transylvania, sữa vẫn còn được gọi là esztenákon, những lớp mỡ màng của cừu được hớt và chế biến pho mát và Orda. Nó cho thấy hình thức tốt về thịt cừu với thịt ngon. Các con cừu Gyimes Racka già thì có lông thô so với các merino len mịn hơn. Con cừu sử dụng phải được cắt hai lần vào mùa xuân và mùa thu, những con chiên đặc biệt trong mùa hè.
Sinh trưởng của cừu lai F1 là sản phẩm trung gian giữa hai giống bố và mẹ, con lai có khối lượng trung bình nhẹ hơn cừu Dorper nhưng lại nặng hơn cừu Phan Rang. Khối lượng cừu F1 (cừu Dorper x cừu Turcana) ở Rumani, Hungari là 21,5 kg; cừu lai F1 (Dorper x Merino) là 26,5 kg (đực) và 24,1 kg (cái) lúc 80 ngày tuổi; cừu lai F1 (Dorper x cừu Gyimesi Racka) là 20,2 kg, cừu lai (Dorper x St. Croi x White) có khối lượng cai sữa 22,6 kg cao hơn cừu St.Croi x White (19,6 kg) trong cùng điều kiện nhiệt đới ở vùng biển Caribbean, tỷ lệ cai sữa cũng khác nhau (90,9% so với 85,9%). Cừu ở Romania không được bảo vệ do số lượng lớn các giống. Giữ theo cách truyền thống, là điều kiện rất khó khăn, đồng cỏ núi cao gần như quanh năm, chỉ cần trong những tháng mùa đông trong nhà kho, mục đích của việc nuôi bảo tồn gen tinh khiết máu của giống và duy trì sự thuần chủng.

## Chăn nuôi
Chúng có tính bầy đàn cao nên dễ quản lý, chúng thường đi kiếm ăn theo đàn nên việc chăm sóc và quản lý rất thuận lợi. Chúng cũng là loài dễ nuôi, mau lớn, ít tốn công chăm sóc. So với chăn nuôi bò thì chúng là vật nuôi dễ tính hơn, thức ăn của chúng rất đa dạng, thức ăn của chúng là những loại không cạnh tranh với lương thực của người. Chúng là động vật có vú ăn rất nhiều cỏ. 
Hầu hết chúng gặm cỏ và ăn các loại cỏ khô khác, tránh các phần thực vật có gỗ nhiều. Chúng có chế độ hoạt động ban ngày, ăn từ sáng đến tối, thỉnh thoảng dừng lại để nghỉ ngơi và nhai lại. Đồng cỏ lý tưởng cho chúng như cỏ, họ Đậu. Khác với thức ăn gia súc, thức ăn chính của chúng trong mùa đông là cỏ khô.
Chúng là loài ăn tạp, có thể ăn được nhiều loại thức ăn bao gồm thức ăn thô xanh các loại như: rơm cỏ tươi, khô, rau, củ quả bầu bí các loại, phế phụ phẩm công nông nghiệp và các loại thức ăn tinh bổ sung như cám gạo ngũ cốc. Mỗi ngày chúng có thể ăn được một lượng thức ăn 15-20% thể trọng. Chúng cần một lượng thức ăn tính theo vật chất khô bằng 3,5% thể trọng. Với nhu cầu 65% vật chất khô từ thức ăn thô xanh (0,91 kg) và 35% vật chất khô từ thức ăn tinh (0,49 kg). Khi cho chúng ăn loại thức ăn thô xanh chứa 20% vật chất khô và thức ăn tinh chứa 90% vật chất khô.
Nguồn nước uống là nhu cầu cơ bản của chúng. Lượng nước cần cho chúng biến động theo mùa và loại và chất lượng thực phẩm mà chúng tiêu thụ. Khi chúng ăn nhiều trong các tháng đầu tiên và có mưa (kể cả sương, khi chúng ăn vào sáng sớm), chúng cần ít nước hơn. Khi chúng ăn nhiều cỏ khô thì chúng cần nhiều nước. Chúng cũng cần uống nước sạch, và có thể không uống nếu nước có tảo hoặc chất cặn. Trong một số khẩu phần ăn của chúng cũng bao gồm các khoáng chất, hoặc trộn với lượng ít.

## Chăm sóc
Sau khi cho phối giống 16-17 ngày mà không có biểu hiện động dục lại là có thể cừu đã có chửa, Căn cứ vào ngày phối giống để chuẩn bị đỡ đẻ cho cừu (thời gian mang thai của cừu 146-150 ngày) nhằm hạn chế cừu sơ sinh bị chết; Có thể bồi dưỡng thêm thức ăn tinh và rau cỏ non cho cừu có chửa nhưng tuyệt đối tránh thức ăn hôi mốc; Khi có dấu hiệu sắp đẻ (bầu vú căng, xuống sữa, sụt mông, âm hộ sưng to, dịch nhờn chảy ra, cào bới sàn…) nên nhốt ở chuồng riêng có lót ổ rơm và chăn dắt gần, tránh đồi dốc.
Thông thường cừu mẹ nằm đẻ nhưng cũng có trường hợp đứng đẻ, tốt nhất nên chuẩn bị đỡ đẻ cho cừu; Sau khi đẻ cừu mẹ tự liếm cho con. Tuy nhiên, vẫn phải lấy khăn sạch lau khô cho cừu con, nhất là ở miệng và mũi cho cừu con dễ thở. Lấy chỉ sạch buộc cuống rốn (cách rốn 4–5 cm), cắt cuống rốn cho cừu con và dùng cồn Iod để sát trùng; Giúp cừu con sơ sinh đứng dậy bú sữa đầu càng sớm càng tốt (vì trong sữa đầu có nhiều kháng thể tự nhiên); Đẻ xong cho cừu mẹ uống nước thoải mái (có pha đường 1% hoặc muối 0.5%).
Cừu con trong 10 ngày đầu sau khi đẻ cừu con bú sữa mẹ tự do; Từ 11-21 ngày tuổi cừu con bú mẹ 3 lần/ngày, nên tập cho cừu con ăn thêm thức ăn tinh và cỏ non, ngon; 80-90 ngày tuổi có thể cai sữa. Giai đoạn này phải có cỏ tươi non, ngon cho cừu con để kích thích bộ máy tiêu hóa phát triển (đặc biệt là dạ cỏ) và bù đắp lượng dinh dưỡng thiếu hụt do sữa mẹ cung cấp không đủ; Cừu sinh trưởng và phát triển nhanh, mạnh ở giai đoạn này.